# Dent (Ohio)
Dent é um lugar designado pelo censo localizado no condado de Hamilton no estado estadounidense de Ohio. No Censo de 2010 tinha uma população de 10.497 habitantes e uma densidade populacional de 683,46 pessoas por km².

## Geografia
Dent encontra-se localizado nas coordenadas 39° 11′ 32″ N, 84° 39′ 34″ O. Segundo a Departamento do Censo dos Estados Unidos, Dent tem uma superfície total de 15.36 km², da qual 15.36 km² correspondem a terra firme e (0%) 0 km² é água.

## Demografia
Segundo o censo de 2010, tinha 10.497 habitantes residindo em Dent. A densidade populacional era de 683,46 hab./km². Dos 10.497 habitantes, Dent estava composto pelo 95.69% brancos, o 1.32% eram afroamericanos, o 0.06% eram amerindios, o 1.56% eram asiáticos, o 0.01% eram insulares do Pacífico, o 0.32% eram de outras raças e o 1.03% pertenciam a duas ou mais raças. Do total da população o 1.11% eram hispanos ou latinos de qualquer raça.

## Localidades na vizinhança
O diagrama seguinte representa as localidades num raio de 8 km ao redor de Dent.